# Изобретяването на еврейския народ
„Изобретяването на еврейския народ“ (מתי ואיך הומצא העם היהודי) е книга от историка Шломо Занд (на английски: Shlomo Sand; на иврит: שלמה זנד, род. 1946). Излиза за първи път на иврит през март 2008 г. от издателство „Реслинг“ (Тел Авив).
В книгата си Шломо Занд изследва родовите корени на еврейския народ и генетичното му родство със съвременните израилтяни, като поставя въпроса: имат ли основание евреите да смятат себе си за отделна нация на генетично ниво или съществуват убедителни доказателства, които да ги откажат от този мит и да превърнат Израел в една по-отворена държава за целия свят?
Авторът убедително доказва, че този народ ce състои от потомци на прозелити, обединени от общата митология. Започвайки от историята за изгнанието на евреите по време на Римската империя през I век, хората които се смятат за евреи са разпилени по целия римски свят. B своята новаторска, смела и амбициозна книга Шломо Занд показва, че израелският национален мит e „измислен“ на определен исторически етап (през XIX век) в Германия, от интелектуалци c еврейски произход. По всяка вероятност теорията им е била създадена под влияние на народния характер на немския романтичен национализъм на Хайделбергската и последвалата я Митологическа школа, а еврейската интелигенция си поставя за задача да изобрети народ „със задна дата“ в стремежа си да консолидира съвременните евреи.
По самопризнанието на Занд, със своя труд той преследва политически цели – опитва да докаже, че Израел трябва да ce откаже от формулировката „еврейска демократическа държава“ и да ce превърне в държава на всички свои граждани без оглед на расовия им произход.